# Gösta Sandqvist
Gustaf (Gösta) Bernhard Sandqvist, född 6 juni 1865 i Boglösa, Uppsala län, död 27 december 1920 i Bergsjö, Gävleborgs län, var en svensk stationsinspektor, målare och exlibristecknare.
Han var son till kronolänsmannen Carl Johan Sandqvist och Hedvig Söderbaum och från 1918 gift med banktjänstemannen Thyra Anna Karolina Lindberg. Vid sidan av sitt arbete som stationsinspektor var Sandqvist verksam som konstnär. Han studerade målning för dekorationsmålaren Andreas Brolin i Stockholm 1886 och för Poul Brandenburg i Düsseldorf 1912. Han ställde ut separat ett flertal gånger i Hudiksvall och han medverkade i utställningen Svenska bokägarmärken på Nordiska museet. Bland hans offentliga arbeten märks väggmålningen Vandringen till Emmaus i Enköpings kyrka. Hans konst består av porträtt och landskapsmålningar utförda i akvarell samt exlibris.  